# صابون‌ماهی نوارطلایی
صابون‌ماهی نوارطلایی (نام علمی: Aulacocephalus temminckii) نام یک گونه از زیرخانواده هامور است.